# 봉산초등학교 옥계분교
봉산초등학교 옥계분교는 대한민국 경상남도 합천군에 있었던 초등학교이다. 현재 봉산초등학교에 통폐합되었다.

## 학교 연혁
- 1940년 4월 20일 봉산제1공립심상소학교 술곡간이학교
- 1943년 3월 31일 봉산제1공립국민학교 술곡분교장
- 1947년 4월 25일 옥계국민학교 개교
- 1987년 11월 30일 현 위치로 이전(노곡리 918-2)
- 1991년 3월 1일 봉산국민학교로 편입
- 1999년 9월 1일 폐교